# Ельчанинов, Богдан Егорович
Богдан Егорович Ельчанинов (Елчанинов; 1744—1770) — полковник, герой русско-турецкой войны 1768—1774 годов, драматург.

## Биография
Родился 20 ноября 1744 года, племянник Киевского губернатора генерал-поручика Я. В. Ельчанинова.
Будучи подполковником Рижского карабинерного полка с отличием участвовал в русско-турецкой войне 1768—1774 годов и 27 июля 1770 года был награждён орденом св. Георгия 4-й степени (№ 16 по спискам Судравского и Григоровича — Степанова)
За оказанное им храброе дело 7 июля 770 года при взятии неприятельской батареи, где с эскадроном подоспев погнал неприятеля.
Произведённый 2 августа 1770 года в полковники, 20 октября того же года Ельчанинов погиб при осаде Браилова.
Елчанинов был близок с В. И. Лукиным, известным драматургом XVIII века и был сам не чужд литературной деятельности. Он написал комедию в одном действии: «Наказанная вертопрашка», игранную и изданную в Санкт-Петербурге в 1767 году (перепечатана в издании Ефремова: «Сочинения и переводы В. И. Лукина и Б. Е. Ельчанинова», СПб., 1868); перевёл с французского языка «Письма от мистрис Фанни Буртлед к милорду Карлу Альфреду де Кайтомбрижд» (СПб., 1765). Другая его комедия: «Награждённая добродетель», написанная в подражание «Шотландке» Вольтера не сохранилась, но у современников Ельчанинова она пользовалась успехом, хотя и ставилась ниже «Наказанной вертопрашки».